# 餘生—賽德克·巴萊
《餘生—賽德克·巴萊》，原名《餘生》，是一部由湯湘竹執導的2013年紀錄片。本片以霧社事件為本，訪談遺族、歷史學者與紀錄賽德克族人追尋祖靈發源地「Pusu Qhuni」的過程。本片獲第50屆金馬獎最佳紀錄片、最佳音效兩項提名。由於導演湯湘竹此前擔任魏德聖《賽德克·巴萊》之製作團隊以及片名、出品單位的互相關聯，亦被視為《賽德克·巴萊》的系列電影。

## 影片綱要
「餘生」不僅是剩餘的生命，也是為了延續生命而活著。1930年，賽德克族馬赫坡頭目莫那·魯道率領德克達亞群各部落聯合起事，對抗日本當局，爆發霧社事件。事件過後，莫那·魯道自殺，參與起事的部族幾乎滅絕，亦有數百名原住民因情勢所逼而自縊，倖存者被集中遷移至川中島以利殖民政府監視，並且不得回原籍地，從此霧社地區之賽德克族人從高山轉入低原，被迫放棄祖靈地，在川中島（今清流部落）匿居度過餘生。1945年國民政府接管臺灣，執政者褒揚起事、立碑紀念，並為莫那·魯道、花岡一郎、花岡二郎等人定義歷史地位。80年後，事件遺族與賽德克族後人重新檢視這段抗暴的血淚史，並踏上尋找祖靈起源的歸程。傳說中，賽德克族的聖地「Pusu Qhuni」是一座半石半木、高聳入雲的巨岩（牡丹岩），也是一處遙遠而神祕的地方，層巒相疊，水鹿不絕，遺族後代追尋著歷史，並與祖靈進行跨越時空的對話。

## 獎項
| 主辦單位         | 獎項       | 受獎者               | 階段／結果 |
| ---------------- | ---------- | -------------------- | ---------- |
| 2014年台北電影節 | 最佳攝影獎 | 姚宏易               | 獲獎       |
| 第50屆金馬獎     | 最佳紀錄片 | 《餘生—賽德克·巴萊》 | 提名       |
| 第50屆金馬獎     | 最佳音效   | 吳書瑤、李育智       | 提名       |

## 外部連結
- 開眼電影網上《餘生—賽德克·巴萊》的資料（繁體中文）
- 时光网上《餘生—賽德克·巴萊》的資料（简体中文）
- 豆瓣电影上《餘生—賽德克·巴萊》的資料 （简体中文）